# Combinata nordica alla XXV Universiade invernale
Le gare di combinata nordica della XXV Universiade invernale si sono svolte dal 28 gennaio al 1º febbraio 2011 al Kiremitlik Tepe di Erzurum, in Turchia. In programma tre eventi.

## Podi
| Evento                |                                                        |         |                                                          |         |                                                         |         |
| Oro                   | Punteggio/Tempo                                        | Argento | Punteggio/Tempo                                          | Bronzo  | Punteggio/Tempo                                         |         |
| Individuale Gundersen | Tommy Schmid                                           | 27'53"8 | Steffen Tepel                                            | 28'04"6 | Ivan Panin                                              | 28'09"1 |
| Gara in linea         | Aguri Shimizu                                          | 250,0   | Tomasz Pochwała                                          | 239,5   | Tommy Schmid                                            | 237,5   |
| Staffetta Gundersen   | Russia 1 Michail Barinov Konstantin Voronin Ivan Panin | 40'26"7 | Polonia Mateusz Wantulok Andrzej Zarycki Tomasz Pochwała | 40'26"8 | Russia 2 Damir Chinsertdinov Denis Isajkin Nijaz Nabeev | 41'07"8 |

## Medagliere
| Posizione | Paese    | Oro | Argento | Bronzo | Totale |
| --------- | -------- | --- | ------- | ------ | ------ |
| 1         | Russia   | 1   | 0       | 2      | 3      |
| 2         | Svizzera | 1   | 0       | 1      | 2      |
| 3         | Giappone | 1   | 0       | 0      | 1      |
| 4         | Polonia  | 0   | 2       | 0      | 2      |
| 5         | Germania | 0   | 1       | 0      | 1      |
| Totale    | Totale   | 3   | 3       | 3      | 9      |